# Uskok Awatere

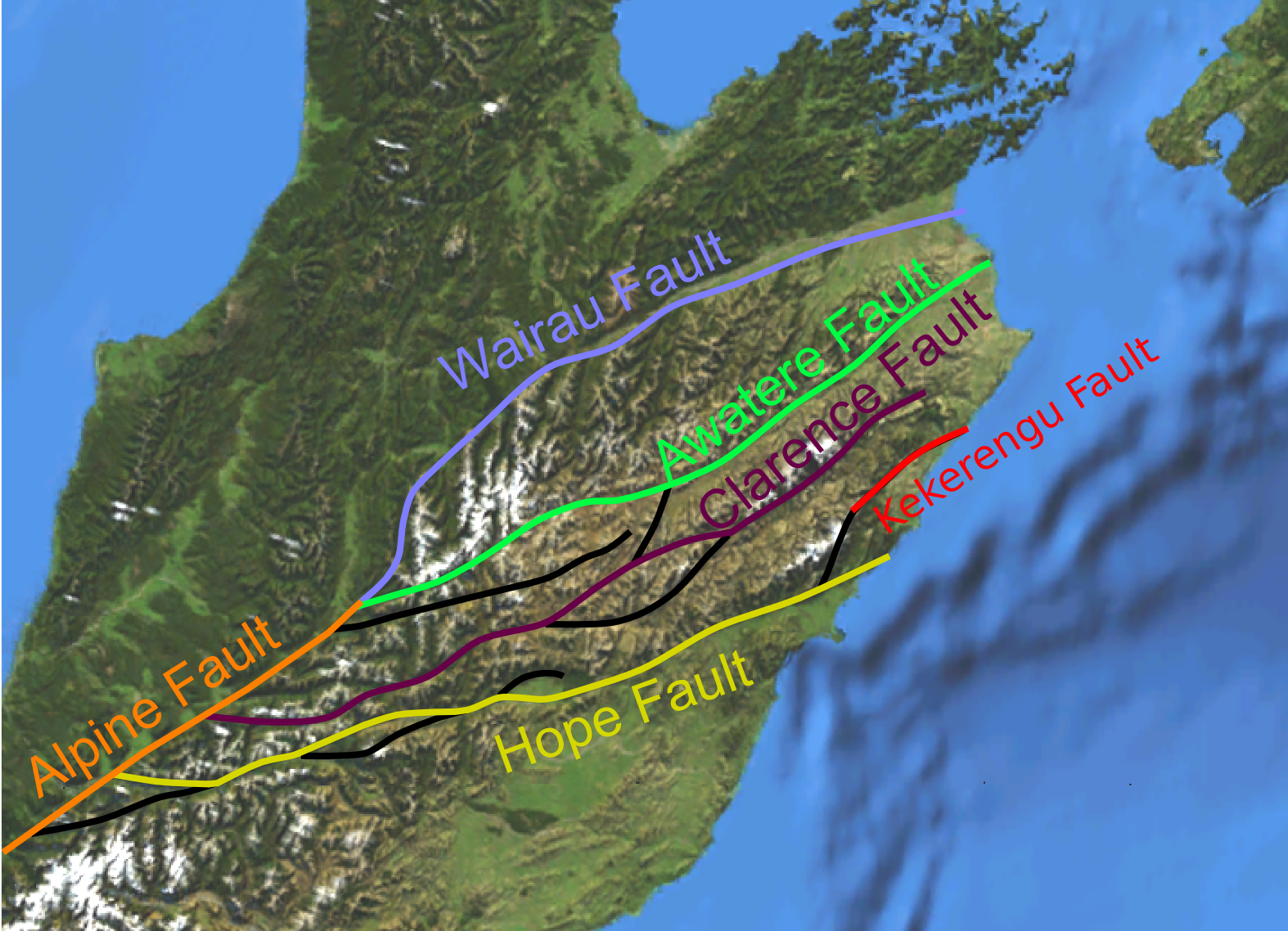
Mapa systemu uskoków Marlborough, uskok Awatere zaznaczony jest kolorem zielonym

Uskok Awatere (ang. Awatere Fault) – uskok dekstralny (prawoprzesuwczy), położony w północno-wschodniej części Wyspy Południowej w Nowej Zelandii, wchodzący w skład systemu uskoków Marlborough, tzw. Marlborough Fault System, który umożliwia przenoszenie przemieszczeń wzdłuż uskoku transformacyjnego, stanowiącego granicę pomiędzy płytą pacyficzną i indoaustralijską oraz pomiędzy uskokiem alpejskim a rowem oceanicznym Hikurangi Trench, położonego w strefie subdukcji .

## Przebieg

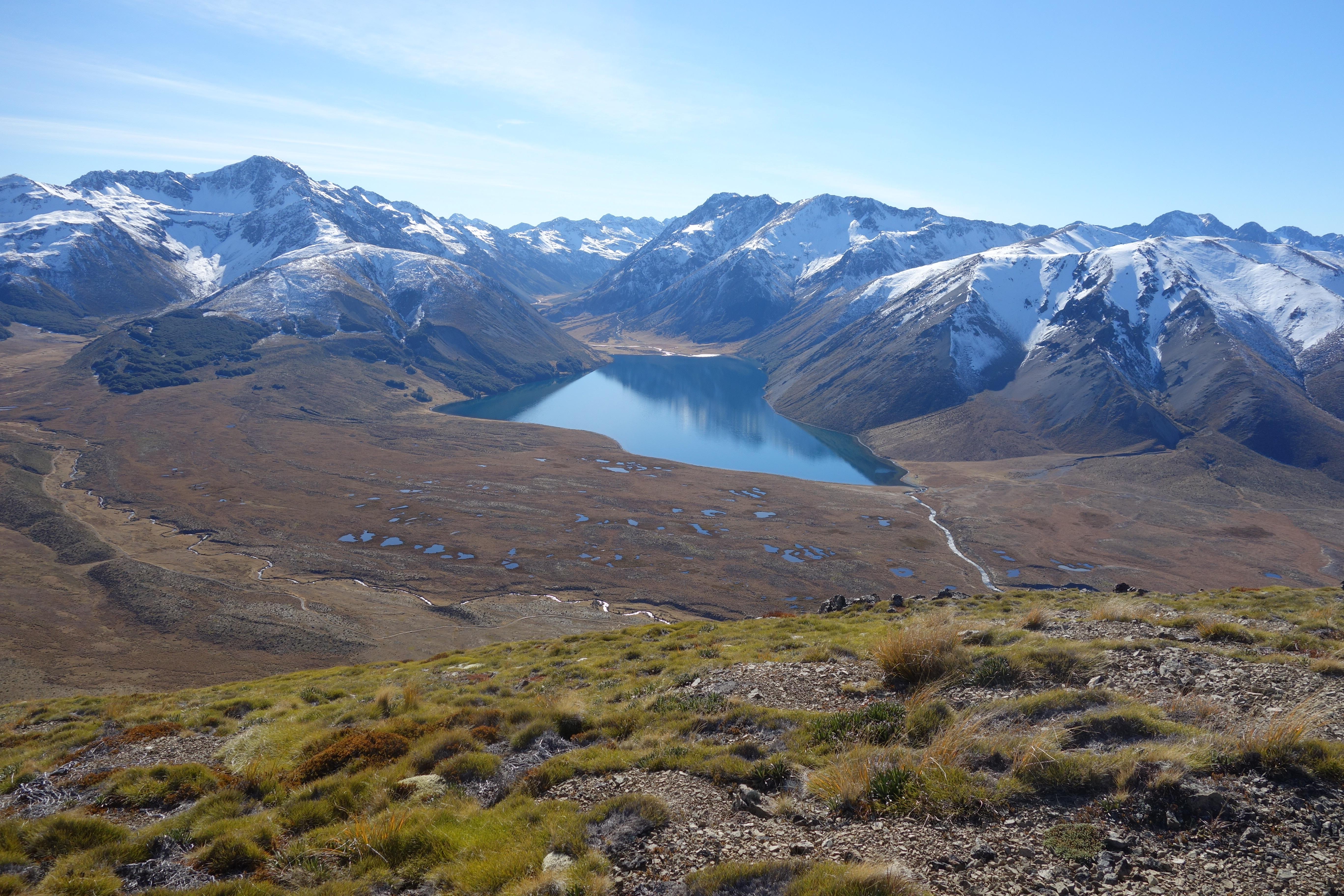
Lake Tennyson położone w okolicy początku biegu uskoku Awatere

Długość uskoku Awatere wynosi 175 km i składa się z dwóch głównych segmentów: Molesworth położonego w południowo-wschodniej części uskoku oraz segmentu wschodniego położonego w północno-wschodniej części uskoku . Uskoku Awatere w północnym odcinku poprzez przełęcz Barefell Pass łączy się z uskokiem Clarence .

### Segment Molesworth
Segment Molesworth rozpoczyna swój bieg w okolicy zbieżności uskoku alpejskiego i uskoku Wairau, w pobliżu jeziora Lake Tennyson; kończy swój bieg niedaleko Molesworth Station na północnym wschodzie. Długość segmentu wynosi około 55 km oraz składa się również z kilku mniejszych segmentów. Bieg segmentu Molesworth mieści się w granicach 75-80° w kierunku północnym, który przyczynia się do powstawania deformacji uskoku na jego granicach, np. Isolated Flat . Szacowana prędkość przesuwania się części Molesworth wynosi 4,4 mm/rok .

### Segment wschodni
Segment wschodni rozpoczyna swój bieg w okolicach Molesworth Station, a kończy swój bieg na wybrzeżu w okolicach White Bluffs. Segment wschodni nie dzieli się na mniejsze segmenty . Nazwa całego uskoku pochodzi od rzeki Awatere River, która płynie wzdłuż niemal całego segmentu wschodniego .

## Aktywność sejsmiczna
Uskok Awatere około 3000 lat temu w wyniku gwałtownego pękniecie przemieścił się dwukrotnie o około 6-7 m . Badanie osadów sedymentacyjnych w rzece Saxton River, położonej na wschodnim krańcu segmentu Molesworth sugerują, że w ciągu 6300 lat doszło do ośmiu dużych pęknięć wzdłuż uskoku. Przerwy pomiędzy trzęsieniami ziemi wynosiły średnio około 800 lat . Na podstawie badań przeprowadzonych w segmencie wschodnim wynika, że w okresie od 8610 BP do 1848 roku miało miejsce około 9-10 dużych trzęsień ziemi. Odstępy czasowe pomiędzy trzęsieniami ziemi wynosiły od 820 do 950 lat . W 1848 roku doszło do dużego trzęsienia ziemi w  Marlborough o szacowanej magnitudzie 7,4° w skali Richtera , które spowodowało pęknięcie uskoku na odcinku 105 km. Pęknięcie uskoku obejmowało segment Molesworth oraz było kontynuowane w stronę przełęczy Barefell Pass . Zagrożenie sejsmiczne na odcinku wschodniego segmentu uważane jest za niskie, jako że ostatnie duże trzęsienie ziemi miało tu miejsce około 150 lat, a szacowane przedziały czasowe pomiędzy dużymi trzęsieniami ziemi wynoszą od 600 do 2500 lat .